# Iontha ida
Iontha ida är en fjärilsart som beskrevs av Banks 1919. Iontha ida ingår i släktet Iontha och familjen nattflyn. Inga underarter finns listade i Catalogue of Life.